# Йорданія на літніх Олімпійських іграх 1996
Йорданія брала участь у Літніх Олімпійських іграх 1996 року в Атланті (США) уп'яте за свою історію, але не завоювала жодної медалі. Збірну країни представляли 2 жінки.